# 우와지마번

우와지마 번(일본어: 宇和島藩 우와지마한[*])은 이요 우와지마(지금의 에히메현 우와지마시) 주변을 통치하던 번이다. 번청은 우와지마성이다.

## 같이 보기
- 에비스 (도쿄도)